# ScrewAttack

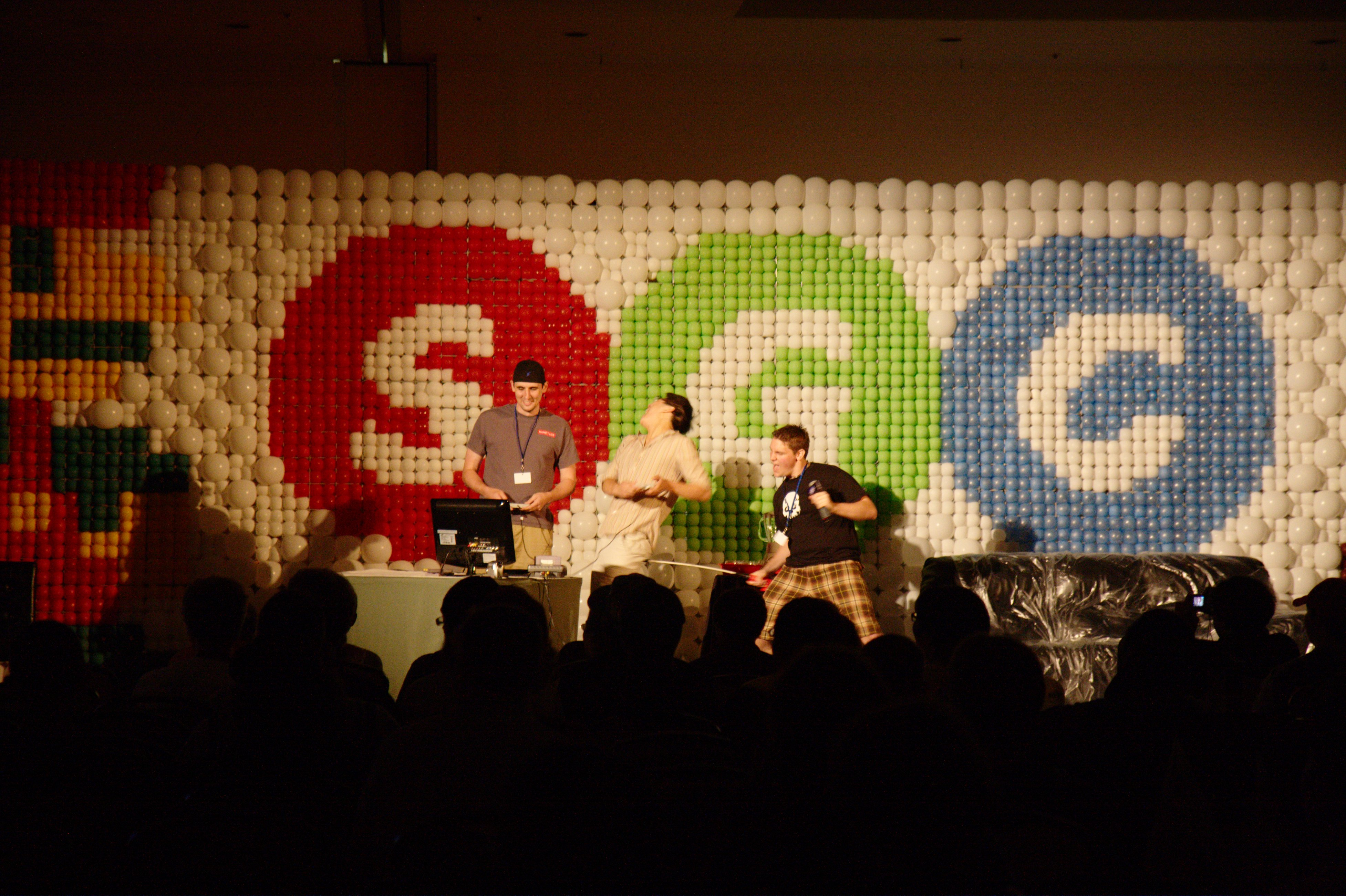
ScrewAttack Gaming Con, 2010 год

«ScrewAttack (Rooster Teeth) Production» — американская продакшн-компания, специализирующаяся на производстве и выпуске развлекательного веб-контента.

## История
Во время учёбы в Техасском университете в Остине в 1997 году Берни Бёрнс и Мэтт Халлум сотрудничали с актёром Джоэлом Хейманом в работе над независимым фильмом под названием The Schedule (англ. «Расписание»). Фильм помог Халлуму и Хейману найти работу в Лос-Анджелесе. Позже, работая в местной компании Telenetwork, Бёрнс встретил Джеффа Рамси, Густаво Сорола, Дэна Годвина и Джейсона Салданьа, с которыми позже образовал сайт drunkgamers.com (англ. «Пьяные геймеры»), где они обозревали различные видеоигры в состоянии алкогольного опьянения. По словам Джеффа Рамси, группа пыталась получить бесплатные игры для рассмотрения, но при этом «навлекла на себя гнев» нескольких разработчиков игр. После Густаво Сорола и Берни Бёрнс переименовали «Drunkgamers» в «Rooster Teeth». По их словам, никто не стал бы сотрудничать с компанией, в названии которой есть слово «пьяный». Название «Rooster Teeth» было образовано как эвфемизм от cockbite — ругательства, ставшего визитной карточкой первого крупного шоу компании «redvsblue»
В ноябре 2014 года Rooster Teeth был приобретен компанией Fullscreen. Сумма сделки не разглашается. В 2015 году компания выпустила свой первый полнометражный фильм под названием «Лазерная команда», средства на который они собирали на краундфандинговой платформе Indiegogo. 3 февраля 2015 года Бёрнс подтвердил, что Rooster Teeth создаёт отделение в Лос-Анджелесе.
Изначально Rooster Teeth активно развивал свой сайт и не хотел присоединяться к YouTube, заявляя, что они рассматривали его как «конкурента». Сейчас Rooster Teeth говорят, что на данный момент считают Netflix, HBO и Amazon своими главными конкурентами.

## Ключевые лица
- Берни Бёрнс (Burnie Burns) — сооснователь и креативный директор компании, сценарист, режиссёр, продюсер, актёр.
- Мэтт Халлум (Matt Hullum) — сооснователь и генеральный директор компании, сценарист, режиссёр, продюсер, актёр.
- Густаво Сорола (Gustavo Sorola) — сооснователь компании, сценарист, продюсер, режиссёр, актёр.
- Джоэл Хейман (Joel Heyman) — сооснователь компании, актёр.
- Джефф Рамзи (Geoff Ramsey) — сооснователь студии, актёр, ведущий, создатель Achivement Hunter.
- Грей Хэддок (Gray Haddock) — актёр озвучивания, аниматор. С февраля 2015 — ведущий аниматор студии, глава подразделения Rooster Teeth Animation.
- Адам Ковик(Adam Kovic) — создатель и ведущий Funhaus, соведущий новостного канала Inside Gaming. Перешёл в Rooster Teeth вместе с коллегами по старой передаче Inside Gaming на Machinima.com.
- Монти Оум(Monty Oum) — американский аниматор и писатель. В 2007 году Оум начал работать на Rooster Teeth, работая главным аниматором для Red vs. Blue, а также создателем оригинального веб сериала RWBY.

## Сообщество
После закрытия в октябре 2004 года форумов phpBB, студия создала онлайн-комьюнити и сайт своей социальной сети. Многие члены комьюнити стали сотрудниками компании (например, режиссёр Гевин Фри и актёр Майкл Джонс). Комьюнити-менеджер — Барбара Данклман.

## RTX
В мае 2011 года Rooster Teeth основал первую встречу членов комьюнити под названием RTX. Изначально планировавшаяся как сходка на 200 человек, она выросла во много раз — в течение первых минут на их сайте было продано более пятисот билетов, а на данный момент посещаемость события выросла до тридцати тысяч человек. С 2012 года встречи проходят в Конгресс-центре Остина, а с 2015 года — в отелях Остина «Hilton» и «JW Marriott». Помимо встречи и демонстрации эксклюзивных клипов, содержит также панели крупных игровых и Интернет-проектов. В 2015 году Rooster Teeth анонсировали RTX Australia.

## First
Изначально, для поддержания проекта, когда Red vs. Blue начал набирать огромную популярность, а за сервера, на котором хостился в тот момент сериал, надо было платить приличный чек. Команда Rooster Teeth начала продавать футболки с символикой и цитатами из машинимы. Так компания начала зарабатывать свои первые деньги от фанатов.
Для поддержания сайта и окупаемости затрат на производство сериалов, студия создала сервис Rooster Teeth First — сервис для членов комьюнити (ранее Sponsorship — спонсорство). Члены комьюнити за определённую плату получают эксклюзивный контент, ранний доступ к общему контенту и возможность смотреть подкасты в прямом эфире.